# 맛있는 불륜 - 택시
"맛있는 불륜 - 택시"는 한국에서 제작된 이세일 감독의 2012년 멜로/로맨스, 드라마 영화이다. 양민영 등이 주연으로 출연하였다.

## 출연

### 주연
- 양민영
- 송기준